# Валова продукція
Ва́лова проду́кція — це сумарний обсяг у вартісному вираженні закінчених і незакінчених промислових виробів та робіт, призначених для реалізації, включно з товарною продукцією, залишками незавершеного виробництва, інструментами та технологічним оснащенням власного виробництва.
Відображає величину новоствореної і перенесеної вартості. Характеризує загальний обсяг продукції, виробленої підприємством (об'єднанням), незалежно від призначення. Це єдиний показник, в обсяг якого включається не тільки готова продукція, а й незавершене будівництво, а також зміни залишків напівфабрикатів.